# Hakumäki (Hämeenlinna)
Hakumäki est un quartier d'Hämeenlinna en Finlande.

## Présentation
Hakumäki est situé à environ six kilomètres au sud-est du centre-ville sur les rives du lac Katumajärvi.
Hakumäki abrite le manoir de Vanaja occupé par un hôtel et le parcours de golf Linna Golf. 
On y trouve aussi la nouvelle zone résidentielle d'Äikäälä, le bâtiment de loisirs de Kipinäniemi et une plage.
Hakumäki est limitrophe des quartiers de Mäskälä, Kappola et Harviala, ainsi que par la municipalité de Janakkala.